# RUN day BURST
『RUN day BURST』（ラン・デイ・バースト）は、長田悠幸による日本の漫画作品。『月刊少年ガンガン』（スクウェア・エニックス）にて2008年12月号から2011年6月号まで連載された後、2011年6月9日より『ガンガンONLINE』に移籍して2011年11月10日まで連載された。通称は「ランデバ」又は「RdB」。

## あらすじ
村一番のポンコツ修理屋バレルは気の弱い平凡な少年だった。そんな中、バレルを振り回す兄貴肌のトリガーとの出会い、入浴中にバスタオル姿でレースに参加させられたお色気担当婦警シリンダと共に前代未聞のカーレース「RUN day BURST」の開催により、運命が動き出す。

## 登場人物
メインキャラクターの名前は銃や銃の部品の名前からつけられている。

## 特色
硬派なカーレースが繰り広げられる一方、危機的状況を打破するためシリンダによる捨て身のおっぱい披露などのお色気描写が多い点も本作の特色。

### 主要人物
バレル・F・レンチ
本編の主人公。12月28日生まれ（やぎ座）の12歳、血液型はA型。マタライ州セビレオ村出身。
機械いじりが趣味で、村の機械の修理屋紛いの仕事をしている少年。別名「村一番のポンコツ修理屋」。村人から頼りにされている反面、気弱ないじめられっこでもあった。好きな台詞はキッズチャンネルの「ナンバー1ダフル」という番組のヒーローの決め台詞でもある「男なら一番になれ」。これは父のボルバーが口にしていた言葉と同じせいでもある。
ひょんなことから出会ったトリガーと、父親の形見で自身が改造したトラクターと共に、「RdB」にメカニックとして参戦することになる。レースを続けるうちに豪快なトリガーに感化されていき、次第に男らしく逞しくなっていく。
突然のキャリコの襲撃から皆を守ろうとしてトリガーがうった芝居を真に受けてしまい、さらにキャリコからボルバーが「衛兵兵器ATLASを造った男」「一番になれなかった男」であることを告げられ、ショックを受けて落ち込んでしまう。だが偶然現れたピースメーカーから家族の絆を説かれ、トリガーの行動が芝居であったことも知り、無事立ち直る。その後トリガーと合流し、レースを再開する。
トリガー・F・スロットル
自らを「天才ドライバー」と名乗る謎の男。3月9日生まれ（うお座）、血液型はO型。西タヤダ出身。
イカサマ上等のバクチ打ち、好きな言葉は一石三鳥。幼いころ、身寄りもなく「死んだように生きていた」ところを元レーサーのバレットに拾われ、レースを始めた。恩人であり、かつての相棒でもあるバレットの上着と彼が乗っていた車の鍵を形見として身に着けている。
ブレーキの故障による一時不停止で警察から追われていた。「RdB」に出るためにバレルと共にトラクターに乗り込み、出陣する。バレットに半年間かけて技術を叩き込まれたため、ドライブテクニックはかなりのもの。レースは「競技」ではなく「ビジネス」と考えており、そのことで他人とすれ違うことも多い。しかしそれは命懸けのレースを生き残るための理念であり、情けや一瞬の油断は命取りになると考えている。そのため物事を見通す洞察力や一瞬の判断力に長けている。無愛想で他人と馴れあうことを嫌うが、バレルには心を開いている。
シリンダ
バレルの知り合い。ナイスバディな婦人警察官で「RdB」会場の警備をしていたが、バレルとトリガーの逃走劇に巻き込まれ、バレルの保護者としてそのまま競技に参戦することになる。
他の仲間に比べて活躍が少ないことをよく気にしている。バレル同様、子供のころから「ナンバー1ダフル」のファンであり、ナンバー１ダフルになることが夢であった。ちなみに、初恋の男性はバレルの父親。
参加後も何かとハプニングに巻き込まれることが多い。レース開始と同時に僚達の前で全裸姿披露（第１巻）、バレルとトリガーの前でバスタオルが消滅しおっぱい披露（第１巻）、街のゴロツキ達と揉めてブラジャーを強制的に破壊されかける（第１巻）、ブラジャーのホックを蛇に外されブラジャー喪失（第３巻）、巨大ワシから逃走するために自ら乳首披露（第４巻）、トリガーにノーブラ状態で上着を奪われ強制的におっぱい披露（第８巻）、ノーブラ状態でゴール付近に到達したことで油断して上着を失いおっぱい披露（第８巻）、最終話の見開きカラーにてノーブラ状態で勝利に歓喜したことで自ら上着を脱ぎ棄てておっぱい披露（第８巻）など、周囲の思惑による乳首披露と自分の意志による乳首披露を繰り返すこととなった。
シスター・ローダー
ロスドン出身の旅のシスター。ヒッチハイクで全世界を旅してきており、世界地図が全て頭に入っている。貧しいが心優しい性格の持ち主。しかし優しすぎるためか騙されやすい面もあり、常に金欠で腹をすかせている。
10年前の幼いころに不治の病に冒されていた病弱な身体であったが、育ての親であるシスター（マザー）が世界中を駆け巡って薬材を集めた特効薬により命を取り留めた。しかしその時についた自分の嘘によりマザーを亡くしてしまったため、嘘をつくことを嫌っている。不治の病に対して「治る」と嘘をつき、真実にしたマザーの言葉は何よりも信じている。そしてマザーとの約束を果たすため、形見のメガネを通して世界中を旅していた。
最後の目的地であるニサンガロックを目指す最中でバレル達に出会い、頂上に到達してマザーとの約束を果たしていた後は「地獄で待つ」という愛用していたマザーのジャケットの文字をもとに、死ぬ覚悟を決めていた。しかしトリガーの「家に帰るまでが遠足」というかつてマザーが話した言葉に心を動かされ、共にロスドンへの帰路に同行することとなる。
ベレッタ
「RdB」主催者ナンバー1ダフルことMr.ブレダの一人娘。非常に下品な言葉を丁寧語で話すという、変わった喋り方をする。偶然ダイス軍の会話を聞いてしまった母親からATLAS計画のことを知らされ、父を止めるために、ロスドンへ向かう「RdB」の中継船にニトロダックに扮して乗り込む。しかしルガーらダイス軍が船に現れたため、慌ててパラシュートで飛び降りたところ、偶然バレルたちの元に落下し、そのままロスドンに向かう彼らと行動を共にする。
ハンマー
シリンダがトリガーの追跡中、飛び出して来た黒ネコ。バレルとトリガーの「RdB」出場に巻き込まれるようについてきた。

### ダイス帝国軍
ワルサー総督
ダイス帝国軍の最高司令官にして、ATLAS計画の責任者。ATLAS計画によりダイス帝国が世界に君臨する事を夢見る人物で、衛星砲ATLASの妨害電波の発生源を求めて各部隊の指揮権をルガー大佐に委ねて大会に対する妨害を行った。ダイス帝国軍の各部隊を動員しても任務を果たせないルガーを見限るが、後にルガーによって額を撃ちぬかれる。ルガーとMr.ブレダによる「真のATLAS計画」に関しては何も知らず、ブレダに利用されていた事も気付かなかった。
ルガー大佐
ダイス帝国軍の一人。「勘読（ハンチリーダー）」。「RdB」で暗躍する軍の司令官で、1番星隊長。
冷静沈着で鋭い勘を頼りに行動する頭脳派。ダイス軍に逆らう者には容赦せず、少し至らないところがあっただけで部下を撃ち殺すなど、残酷な人物。「真のATLAS計画」なるものを語り、ATLASの妨害電波を発しているバレルのトラクターを破壊しようとしている。
実はヒーロー「ナンバー1ダフル」の大ファンで、ATLAS計画の全貌をMr.ブレダに情報漏洩させてしまっていたが、ブレダが発案した「真のATLAS計画」に賛同し協力・遂行しようとした。ブレダからは「二代目1ダフルボーイ」と称され、非常に信頼されている。彼の前では無感動で冷徹な鉄面皮が剥がれ、子供っぽい口調や表情となるが、その実は「真のATLAS計画」を完遂した後はブレダを亡き者にした後、自分がその座に就こうと企んでいた。ロスドン上空でバレッタやバレルらの説得で心変わりしたブレダを見限って本性を露わにし、衛星兵器ATLAS第二射をロスドンに撃ち込むべくコントローラーを奪い取ろうとするが、ブレダの「1ダフルキック」をまともにくらって倒された。
コッホ少佐
ダイス帝国軍の一人。「影の軍団（シャドウズ）」。暗殺部隊でもある2番星隊長。
一切喋らず、部下への支持はすべてジェスチャーで行う。身軽に動き回り、ワイヤーを始めとする様々な暗器を使いこなす。キャリコに夜襲を仕掛けるが、あっけなく返り討ちにされてしまう。
メルケル中尉
ダイス帝国軍の一人。「夢遊病（スリープウォーカー）」。3番星隊長。
常に眠っているが、銃の音には敏感。拷問を得意とする。ルガーの攻撃から逃れたバレルたちを待ち伏せるが、駆けつけたキャリコにより妨害された。
ザウエル少尉
ダイス帝国軍の一人。「万斬り（マンギリ）」。4番星隊長。
ライダースーツに身を包んだセクシーな女性。身体じゅうに暗器を仕込んでいる他、投げナイフを駆使した戦闘も得意。人体を切断する音に快感を覚える殺人鬼で、ナイフはあらゆるものを切り裂く。ドM。嫌いなタイプはガッつく男。
トリガーとキャリコの結婚式が中断された直後、その場に乱入しトリガーを襲う。キャリコをナイフで真っ二つにするが、バレルの機転により敗北。
ヘッケラー軍曹
ダイス帝国軍の一人。「笑う猟犬（スマイリー・ガンドック）」。5番星隊長。
マシンガンを武器にする戦闘狂。同じ軍曹であるハーネルとは同期である。
バレルたちが飛び込んだ海峡横断列車に偶然乗り合わせ、目標のトラクターを破壊しようとするが、ハーネルの乱入により失敗する。自分たちがいるにもかかわらず砲撃を加えてきたこと、そしてハーネルから「真のATLAS計画」を聞かされたことで、ルガーに反旗を翻す。そのままハーネルと共に、列車の爆発に巻き込まれる。
ハーネル軍曹
ダイス帝国軍の一人。「轟音の火薬爆破愚連隊」（ただし、二サンガロックでは「轟音の火薬発破愚連隊」と名乗っている）。6番星隊長。
豪快でまっすぐな性格、物事を捻じ曲げない根性の持ち主だが、空回りすることが多く、また重要機密をうっかり漏らすなどドジな面も多い。バズーカやミサイルなど多量の兵器を乱射し、辺り構わずマシンを粉々に粉砕する。
バレルやシリンダと同じくナンバー1ダフルに感銘を受けた人物で、軍のトップに立ち、ダイス帝国による世界統一をすることで平和をもたらそうと考えていた。
軍に忠誠を誓っていたが、ルガーが語った「真のATLAS計画」の内容に激昂し、裏切る。ルガーから逃れるため、乗っていた飛行戦艦から飛び降り、偶然バレルらとヘッケラーがにらみ合う列車に着地する。「真のATLAS計画」を成就させないためにバレルのトラクターを守ろうとし、一行を列車から逃がしたところで、列車ごと爆破される。
モーゼル
ダイス帝国軍の一人。ルガーの部下。
ルガーが最も信頼する部下。「ATLAS計画」の真相を知ってルガーに掴みかかろうとしたハーネル軍曹に対して即座に銃口を突き付けるなど、「真のATLAS計画」のことも知っている模様。
ターゲットであるバレルのトラクターを破壊できない事に業を煮やしたルガーの隠密行動解除を発令した際に、彼のお願いを受けて独自の移動機械に搭乗し単独行動を取る。ロスドンに集結し、バレルのトラクターを守る出場車を次々と狙撃し、トラクター内のATLAS妨害装置にも直撃させて機能を奪う事にも成功。直度にロスドン市内にATLASの照準が向けられたため、ワルサー総督の撤退命令に応じて撤収。以後登場しない。
ボルバー・F・レンチ
ダイス帝国軍の研究者の一人。バレルの父親。故人。
その物造りの技術の腕を買われ、ダイス帝国のATLAS計画に参加していた。ATLASが衛星兵器であることを知り計画に反対するが、半ば脅迫されやむなく計画に参加。しかしバレルの影響でATLASの操縦機製造を放棄したため、ルガーに事故死に見せかけて殺された。実は遺したトラクターにエンジンがかかると同時にATLASの機能を妨害する電波を発するよう仕組んでおり、息子に世界の命運を託していた。
Dr.レミントン
ダイス帝国軍の研究者の一人。キャリコの製造者。サングラスをかけた小太りな男。「結婚（パパパパーン）」や「素晴らしい（パンパカパーン）」など、独特な言葉遣いが特徴。背中に背負った機械からアーム等の様々な機械を出せる。キャリコの性能向上のため、彼女が欲しがるものを何でも与えた。その結果のみを求めるのは科学者故の性かもしれないが、キャリコに対する溺愛ぶりは相当なもの。
ボルバーとは同期、共にATLAS計画に参加した。ATLASが人工衛星ではなく衛星兵器であることを知りながら計画に加担したが、それをロスドンに撃つこと自体は快く思っていなかった。ATLASの完成後は軍とは完全に手を切った。
「RdB」において再びルガーらに接触され、その後用済みとばかりに殺されそうになるが、キャリコにより救われる。その後、ロスドン上空でATLASからの砲撃の盾となり、キャリコへの想いを打ち明けながら飛行船もろとも爆死した。

### 参加するレーサー達
コルト・ピースメーカー
サーキットレースで著名な「チームコルト」の若手最速レーサー。「紅の弾丸」の異名を持つ。
幼いころに両親を亡くし、コルト家に拾われたため実際にコルト家の血は引いていない。しかし持ち前の人の良さで誰からも好かれ、義兄であるバントライン以外からは誰からも慕われた。後に財閥としての権威を失ったコルト家をレースチームとして立ち上げた。目に障害を持っていて、昼間は目がまともに見えないためレンズグラスを着用している。本人は数年前からこのことを身内に隠していたが、トリガーには一瞬で見破られた。
トリガーとはサーキットレースに於いて因縁があり、「レースはビジネス」というトリガーの考えを真っ向から否定していたが、トリガーの行動の真実を知り考えを改めた。「RdB」ではキャリコ組にマシンを破壊され、崖から転落死しそうになったところをトリガーに救われる。以降は目を治療し、再びレースに復帰した。
後にキャリコからの通信を受け、ロスドンに突入したトリガーたちをサポートした。
キャリコ
「RdB」参加者の一人。Dr.レミントンの娘として造られたサイボーグの少女。部下からは「キャリコ姫」と呼ばれる。無表情で淡々とした口調で話すが、欲しいものは何でも手に入れたがる主義で、他の参加者のマシンからパーツを強奪し、自分のマシンを改造している。これは、自分が欲しいものは何でも与えてくれたDr.レミントンの教育の結果によるもの。手にする唐傘は強力な重火器にもなる。また、身体中至る所に武器を仕込んでいる。
元は普通の人間の娘として育ったが、Dr.レミントンにATLASのリモコンを作らせるための人質にされ、その納期が半日遅れたためにダイス帝国軍に殺された。そのため、Dr.レミントンがATLAS計画の報酬をすべてつぎ込んで作ったのが現在の彼女である。
バレルたちと争うが、バレルの機転により自らが撃った砲弾で自爆し一時リタイア。その際にトリガーに惚れてしまい、その後再びマシンを改造しレースに復帰、トリガーを拘束し、強引に結婚式を行おうとする。Dr.レミントンも介しての挙式となったが、トリガーの自分に対する愛情が無いことを悟り、自ら式を中断した。
父のレミントンに逆らい、トリガーを襲ってきたザウエルと交戦。ザウエルの攻撃からトリガーをかばって真っ二つに爆散するが、バレルとの連携でザウエルを倒す。
その後、治療中に、レミントンを訪ねてきたルガーの砲撃により自身の乗っていた飛行船を破壊されるが、無事逃れ、その際にルガーの衣服に盗聴器を仕掛けていた。そうして得た情報を、無線を通じてRdB出場車に流し、協力を仰いだ。身体を治したあとはレースに復帰し、トリガーらの危機に駆けつけた。その際にトリガーから「愛してる」と言われ、「夢が叶った」と喜んだ。
スミス、ウェッソン
キャリコの部下で双子の運転手。スミスは右眼に、ウェッソンは左眼にそれぞれ眼帯をしている。キャリコに忠実な存在。
サプレッサー・M・イングラム
「RdB」参加者。トリガーとは旧知の間柄。大衆向けのレース「モーターカップ3000（以下、MC3000）」で3年間18戦レースを全て1位で通過した実績を持つレーサー。常に棒付きキャンデーを舐めている。「にゃー」が口癖。
トリガーや彼の恩人のバレットと因縁がある。かなり高いテクニックを持っており、過去にトリガーともレースをしたことがあるが、全戦全勝している。彼の基本スタイルは相手にわざと前を走らせ、それを後ろから鬼ごっこの鬼のようについていくというもので、MC3000時代は「帝王イングラム」「追撃の鬼（デーモン）」と呼ばれていた。
自らを「ショーに魂を売った人間」と言うほどレースに快楽を感じており、自分の命よりもレースで得られる刺激を優先している。RdBに参戦した理由も、賞金とMC3000引退後足りなかった刺激を手に入れるためである。
トリガーからRdB辞退を賭けた港までの一騎討ちのレースを持ちかけられ、勝ったらバレルを引き抜くという条件で勝負を引き受ける。全速力でゴール目前まで行くものの、イングラムの身を案じたウージーによってブレーキをかけられる。イングラムはそこでレースを止めようとしたが、トリガーに引き止められ、思い止まる。その後、キャリコからの連絡を受け、ピースメーカーらと共にトリガーらをサポートする。
ウージー
「RdB」参加者。イングラムのマシンのメカニック。イングラムのことを「兄ィ」と呼び慕っている。
偶然銭湯で出会ったバレルとは妙に張り合い、同年代ということもあり、良きライバルとなる。
ナンブ
「RdB」参加者。和風な佇まいの男性。キャリコからの通信を受け、バレルらを援護する。
ギャラクシー三人衆
「RdB」参加者。ジュピター、ヴィーナス、マーズと名乗る三人組。「RdB」の賞金で宇宙へ飛び立つことを夢見て参加。「ナンバー1ダフル」に出てくるキャラクターにそっくりな服装をしているが、本人らは「時代遅れのもの」としてバカにしたため、バレルとシリンダから怒りを買った。搭乗マシンはデザインにこだわったせいで性能はまったくポンコツで、最後は加速しようとして空中に舞い上がり、自爆した。マシンは風通しも悪かったため全員汗だくで、「ワキアセビッショリーズ」と呼ばれてしまった。ナンバー1ダフルをバカにしたことで土下座させられたが、自作の「木星の地図」を渡してバレルたちを騙した。ちなみにリーダーはジュピターで、本名はゴンザレス。
ガリレド・ガリチェス
「RdB」注目選手の1人。世界七大陸ラリーを制覇し、ラリーキングの異名を持つ。ヘッケラー隊に襲われリタイア。
シーラ・ミネスコット
「RdB」注目選手の1人。スポーツカーの大手会社「シーラ」の社長。
スルース&ソルーソ
「RdB」注目選手の2人組。双子のサイエンティスト。キャリコ組に襲われリタイア。
S・W・スコフィールド
「RdB」注目選手の1人。S&W財閥の御曹司。
サユード兄弟
「フランクス（はさみうち）」の異名をもつ兄弟レーサー。バレルたちを得意の挟み撃ちで攻めるが、バレルの機転により自滅し、リタイア。

### その他
RUN1世
「RdB」のメインMC。リーゼントでサングラスをかけた色黒の男。常にテンションの高い実況を行う。
プロ意識は高いらしく、ベレッタと入れ替わり演技が下手になったニトロダックを叱っていたりもした。また、昔はジャーナリスト志望だったと語り、途中で、渦中にあるバレルのトラクターを追うことを決めた。
ニトロダック
「RdB」のマスコット。常にRUN1世と共にいる。
中継船が地上に停泊している間休憩していたところを、ベレッタに背後から殴られ、成り代わられてしまう。
Mr.ブレダ
「RdB」を主催した大富豪にして、世界中で愛されるヒーロー「ナンバー1ダフル」を演じた役者。
ATLAS計画の黒幕にして、ダイス帝国軍がロスドンに衛星兵器ATLASを撃ち込み、世界がダイス帝国に恐怖した後にATLASの制御を奪取、ブレダ自身がダイス帝国にATLASを撃ち込む事で、現実世界でもヒーローになるという壮大なマッチポンプである「真のATLAS計画」発案者。その目的は全て娘のベレッタのためであり、彼女に振り向いてもらうために、もう一度全てをやり直すためにロスドンの破壊を計画した。
「RdB」終盤、人々が集結するロスドンに向けてATLASを撃ち込もうとするが、ベレッタやバレルらの説得により、計画を断念。その後、意気消沈したブレダを励ますべく民衆が「1ダフル」のコールを叫び出した事に感涙。それでもロスドンにATLASを撃ち込むべく襲い掛かったルガーを倒し全ての償いをするべく、ロスドン警察へ出頭した。
四年後ではベレッタとは和解しており、仲良くしているとの事なので大した罪にはならなかった模様である。
コルト・ガバメント
名門コルト家の主。親を亡くしたピースメーカーを引き取り、息子のように育て可愛がった。とても良い人柄で民衆からも慕われ、使用人たちとも家族のように分け隔てなく接していた。しかし、階段から足を踏み外しそうになったピースメーカーを庇って転落し、命を落とす。
コルト・バントライン
ガバメントの実の息子。人格者である父親とは違い、日常的にピースメーカーに暴力を振るったりしていた。ガバメント亡きあと、コルト家の当主の座を引き継ぐが、資産を散財し領民から批難を浴びるようになり、コルト家の名を汚していった。さらに使用人を次々に解雇していき、資産を食い潰した後にピースメーカーに全てを押し付け姿を消した。
グロース
ニサンガロックを目指す少年。「抜け道を教える」ことを条件に、バレルたちと行動を共にすることになる。
その目的はニサンガロックの頂上を写真に収め、村の少年たちを驚かせてやるためだった。無事頂上を写真におさめた彼は、一行に感謝の言葉を述べ故郷に帰っていった。
バレット・M・ブースター
トリガーのかつての相棒で、元レーサーのメカニック。
レーサー現役時代はMC3000でイングラムのライバルとして名を馳せていた。イングラムとの競り合いで頻繁にクラッシュしていたため、「事故り屋（アクシデンター）」というアダ名をつけられており、一度もイングラムに勝てずに腐っていたところを大会オーナーに呼び出され、金を受け取るかわりにわざとクラッシュしてレースを盛り上げるビジネスを始めるようになる。足を負傷し一時そのビジネスも暗礁に乗り上げるが、孤児だったトリガーを見出し、二代目「事故り屋」として育成した。
しかし利用するつもりであったトリガーの純粋さに次第に感化されていき、「事故り屋」廃業を決意。だが大会オーナーとの会話をトリガーが聞いてしまい、レースを当日に放棄する。バレットは自分で蒔いた種を刈り取るために、急きょマシンを片足でも操縦できるように改造し、トリガーの代わりにレースに臨む。が、イングラムによって派手にクラッシュさせられ、命を落とす。
彼もまた、ナンバー1ダフルの影響を受けた人物の一人である。

## 用語
RUN day BURST
地球半周世界各国大陸横断カーレース。「RUN day BURST」は「走るか死ぬか」という意味。ルールは「タイヤで走れ」のみで、あとはなんでもありの史上最高のサバイバルレース。略称は「RdB」。参加マシン数は約500台、優勝者には時価10億ギアの宝玉、ダリガドリゴが贈呈される。
ラメリタ合衆国マタライ州
セビレオ村
バレルとシリンダが住む喉かな田舎の村。
カンター村
「RUN day BURST」のスタート地点。セビレオ村の隣に位置する。
ロスドン
「RUN day BURST」のゴール地点。森と湖に囲まれた大都市。カンター村とは必然的に正反対の場所に位置する。
ダイス帝国軍
RdBの裏で暗躍する軍隊。ATLASに対する妨害電波を発する車を探すため、RdB出場車を狙っている。
ATLAS計画（アトラスけいかく）
ダイス帝国が持つ壮大な作戦。地球を回る衛星兵器「ATLAS」をロスドンに打ち込み、帝国の軍事力を世界に見せつけることが目的。途中で「真のATLAS計画」なるものも登場したが、詳細は不明。
ナンバー1ダフル（ナンバーワンダフル）
子供から大人にまで愛される人気ヒーロー番組、及びその主人公の名前。
彼の決め台詞である「男なら一番になれ！」というフレーズは作中の多くの人物に影響を与えている。
ニサンガロック
「RdB」のコース途中に位置する険しい山脈。南北数百メートルに渡り鋭岩地帯になっており、「神の棲む山」と言われる。山頂には幻の空中遺跡、ククハチジュイチが存在する。基本的に「RdB」参加者は、この山を迂回している。ネーミングの元ネタは九九。
ヤンデボン
ニサンガロックに住み、山を守る原住民族。山を荒らす者は容赦なく襲い、場合によっては攫って生贄に捧げる。話しているセリフの大部分は、国民的テレビ番組の名前を逆さに読んだ物である。